# Przeuszyn
Przeuszyn – wieś w Polsce położona w województwie świętokrzyskim, w powiecie ostrowieckim, w gminie Ćmielów.
| SIMC    | Nazwa             | Rodzaj    |
| ------- | ----------------- | --------- |
| 0789720 | Podchoinki        | część wsi |
| 0789737 | Przeuszyn-Kolonie | część wsi |
| 0789743 | Spółdzielnia      | część wsi |
| 0789750 | Stara Wieś        | część wsi |

## Historia
W XV w. wieś nosiła nazwę Przeyuszyn i stanowiła własność Mikołaja Przejuszskiego h. Sulima. Znajdowała się tu karczma oraz folwark plebana z Ptkanowa. Około roku 1578 miejscowość zmieniła nazwę na Przeuszin i została przejęta przez Jana Wiliama. 

Podczas II wojny światowej mieszkańcy za pośrednictwem księdza, dr.Walentego Piotrowicza, współpracowali z ZWZ. Swoją konspiracyjną działalność rozpoczął tu m.in. Henryk Czapczyk.
15 lipca 1944 roku w miejscowości zginęło 5 partyzantów Armii Ludowej z oddziału C. Boreckiego ps. „Brzoza”.
W latach 1954-1972 wieś była siedzibą gromady Przeuszyn. W latach 1975–1998 miejscowość administracyjnie należała do województwa tarnobrzeskiego.

## Zabytki
- Zespół dworski, złożony z dworu, dawnego budynku gospodarczego, rządcówki i parku. Od lat 50. XX w. siedzibę w dworze ma filia Szkoły Podstawowej w Brzóstowej. Przy wejściu do szkoły widnieje tablica z częściowo zamazaną inskrypcją: W tej miejscowości w lipcu 1944 oddział Armii Ludowej im. Langiewicza pod dowództwem Brzozy stoczył ciężką walkę z okupantem hitlerowskim. Cześć i chwała bohaterom poległym w walce o niepodległą ludową Polskę.

Wpisany do rejestru zabytków nieruchomych (nr rej.: A.602/1-4 z 11.12.1957 i z 27.05.1986).